# 長澤洋明
長澤 洋明（ながさわ ひろあき、1989年11月22日 - ）は、日本のフリーアナウンサー。福島県出身。Sports Zone所属。

## 経歴・人物
県立福島高校卒業後、成城大学に入学。なお高校時代はラグビー部に大学時代はアメフト部に所属していた。
大学卒業後、一般企業に就職するもより現場に近い場所で働きたいという思いからセントラルスポーツを経て、2019年、Sports Zoneに所属。
自身のプレーした経験を活かしてラグビーとアメフトの実況担当が多い。

## 出演
- アメリカンフットボール中継（NFL・Xリーグなど、DAZN・イージースポーツ）実況
- ラグビー中継（ジャパンラグビーリーグワン・全国高等学校ラグビーフットボール大会など、J SPORTS・WOWOW）実況
- バスケットボール中継（Bリーグ・ウィンターカップなど、J SPORTS・バスケットLIVE）実況
- メジャーリーグ中継（J SPORTS）実況
- 東京六大学野球中継（ABEMA）実況
- 高校野球中継（JCOM）実況
- サイクルロードレース（ジロ・デ・イタリア・ツール・ド・フランスなど、J SPORTS）実況
- 実況！台所のアスリート（J SPORTSオンデマンド）ナレーション